# Alte Allee 19 (München)

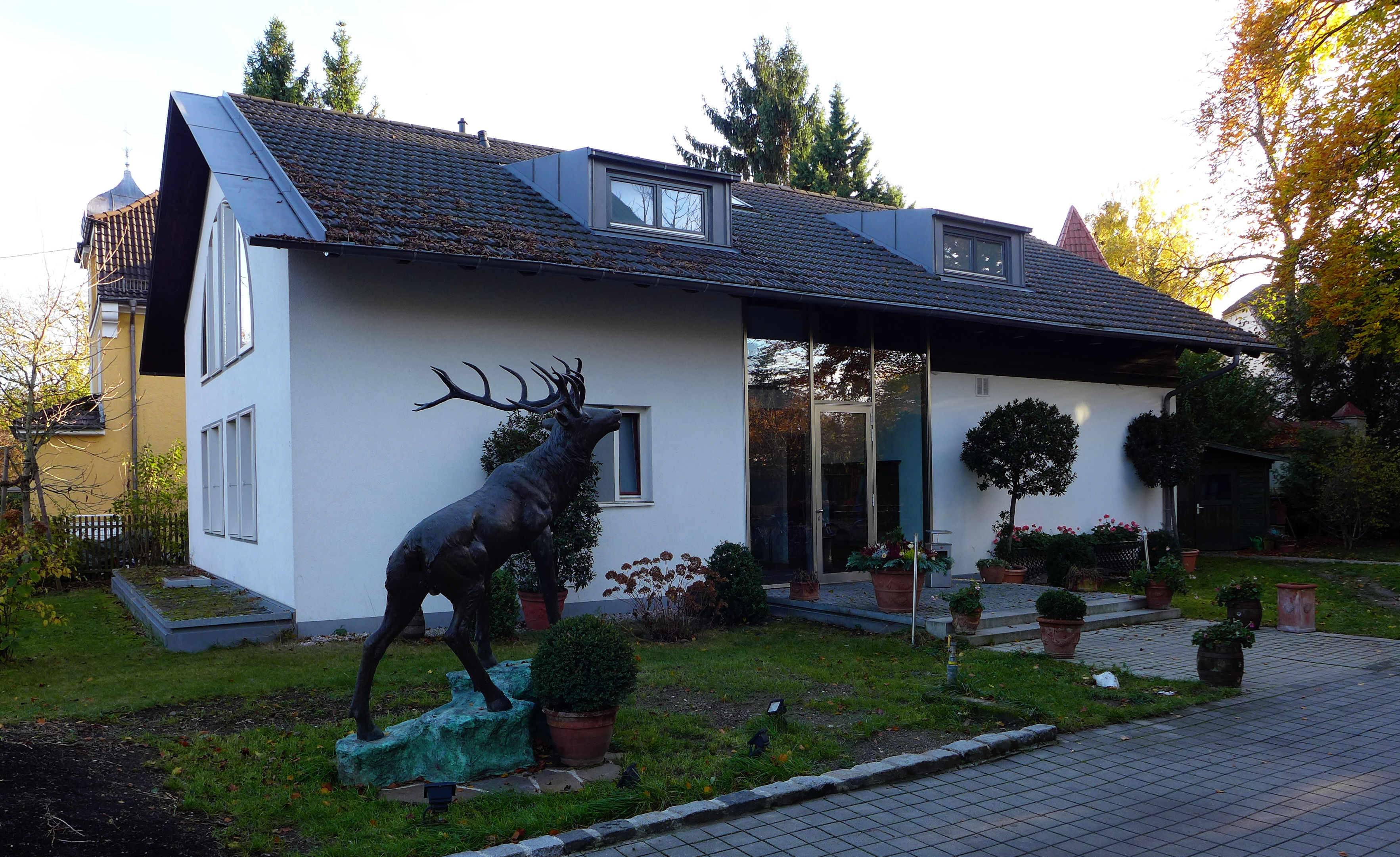
Gebäude Alte Allee 19 im Stadtteil Obermenzing von München

Das Gebäude Alte Allee 19 im Stadtteil Obermenzing der bayerischen Landeshauptstadt München wurde 1899 errichtet. Das ehemalige Wohnhaus in der Alten Allee, das zur Villenkolonie Pasing II gehört, ist ein geschütztes Baudenkmal.
Der zweigeschossige Bau wurde nach Plänen der Architekten August Exter und Otto Numberger ursprünglich in der Art eines ländlichen Holzhauses mit Balkonen errichtet. Das Gebäude gehört heute zu dem danebenstehenden Hotel und Restaurant Jagdschloss. Die Gründe für die Einstufung als Baudenkmal erschließen sich dem heutigen Betrachter nicht.
Seit 2022 wird das Gebäude als Arztpraxis genutzt.